# أندرو جي. دوران
أندرو جي. دوران هو سياسي أمريكي، ولد في 11 يوليو 1840، وتوفي في 15 فبراير 1918.